# Kleine Schans

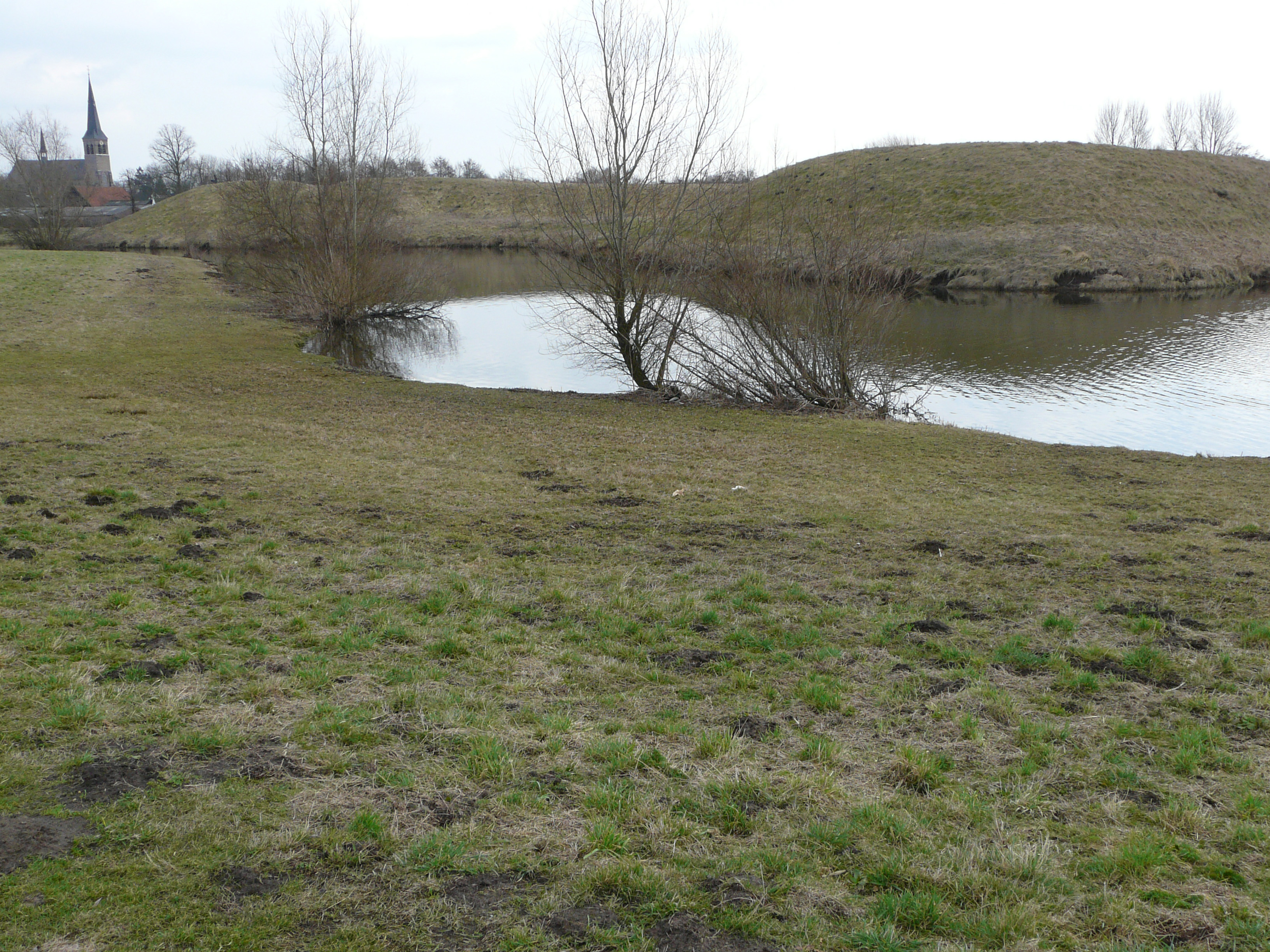
Kleine Schans

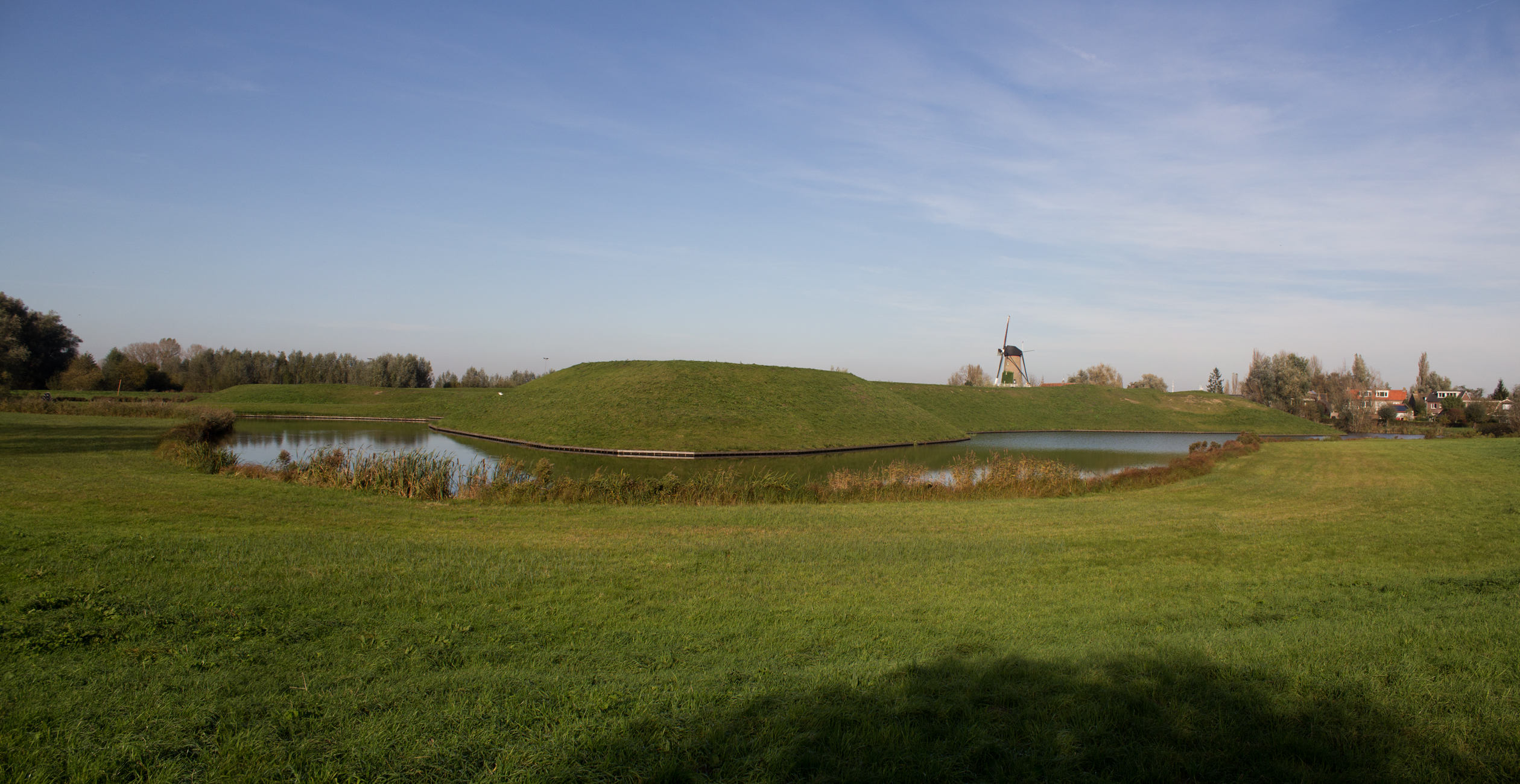
Overzicht

De Kleine Schans is een vestingwerk uit de Tachtigjarige Oorlog dat zich bevindt in Terheijden.
Omstreeks 1590 bevond zich hier het Spaanse legerkamp Roma, genoemd naar een legercommandant. Er waren 200 manschappen ondergebracht. In 1637 werd de schans in de huidige vorm aangelegd om de scheepvaart op de Mark te beschermen. In 1680 kwam de schans in onbruik, om in 1830 opnieuw te worden hersteld en in gebruik te worden genomen, nu als bolwerk tegen de Belgen, vanwege de Belgische afscheidingsoorlog. Aldus ontstond de schans in haar huidige vorm.
Tijdens het Rampjaar in 1672 is de schans in gebruik geweest. De inwoners van Terheijden betaalden de rekening voor het oplappen en onderhoud van de schans en de soldaten die er bivakkeerden. In ieder geval tot in 1676 is de kleine schans bemand geweest.
Ten noorden van Breda ligt de Spinolaschans. Deze laatste wordt ook wel de Grote Schans genoemd.
De Kleine Schans werd tot voor kort gebruikt als evenemententerrein, er vonden jaarlijks de koninginnedagviering en de Terheijdense Zomerfeesten plaats.